# Wentworth, North Carolina
För andra betydelser, se Wentworth (olika betydelser).
Wentworth är administrativ huvudort i Rockingham County i North Carolina. Orten har fått sitt namn efter Charles Watson-Wentworth, 2:e markis av Rockingham. Enligt 2010 års folkräkning hade Wentworth 2 807 invånare.